# USS Independence (LCS-2)
El USS Independence (LCS-2) fue un buque de combate litoral y líder de la clase Independence, siendo el sexto buque de la Armada de los Estados Unidos en recibir como nombre el concepto de independencia. Fue diseñado por el consorcio liderado por General Dynamics en competición con el diseño de Lockheed Martin, el USS Freedom, el prototipo de la clase Freedom por el contrato para el futuro buque de combate litoral de la Armada de los Estados Unidos.
Está diseñado como un pequeño transporte de asalto con una variedad de capacidades según el perfil de la misión a realizar, lo que se consigue al ser gran parte de su equipo de carácter modular. El buque es un trimarán diseñado para alcanzar velocidades superiores a 40 nudos. Fue botado el 29 de abril de 2008 y entró en servicio el 16 de enero de 2010. El 29 de julio de 2021 fue dado de baja del servicio naval, después de numerosos problemas operativos y de coste.

## Construcción y descripción

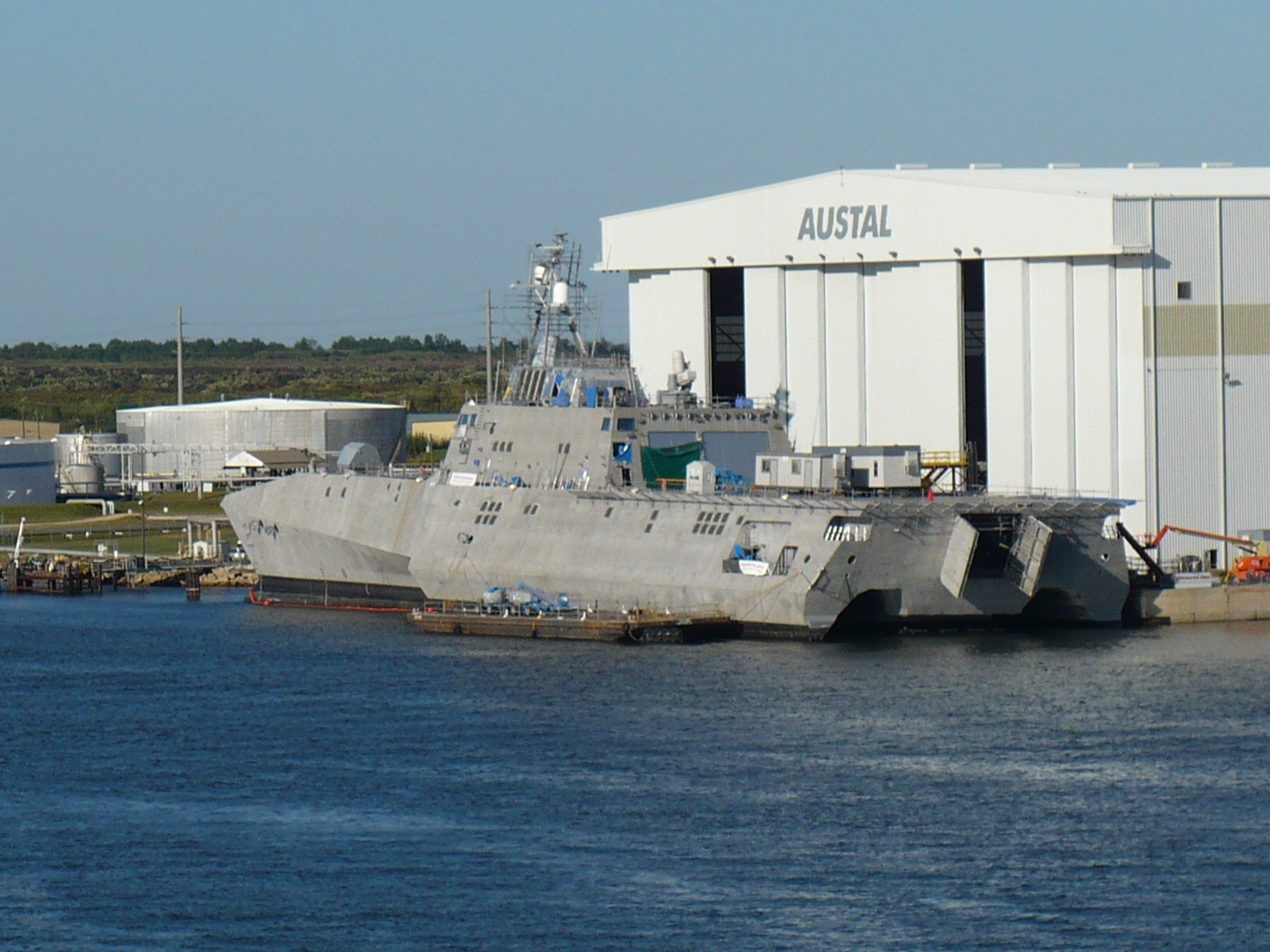
Vista trasera del USS Independence (LCS-2) en los astilleros de Austal USA en el río Mobile en la ciudad de Mobile, Alabama.

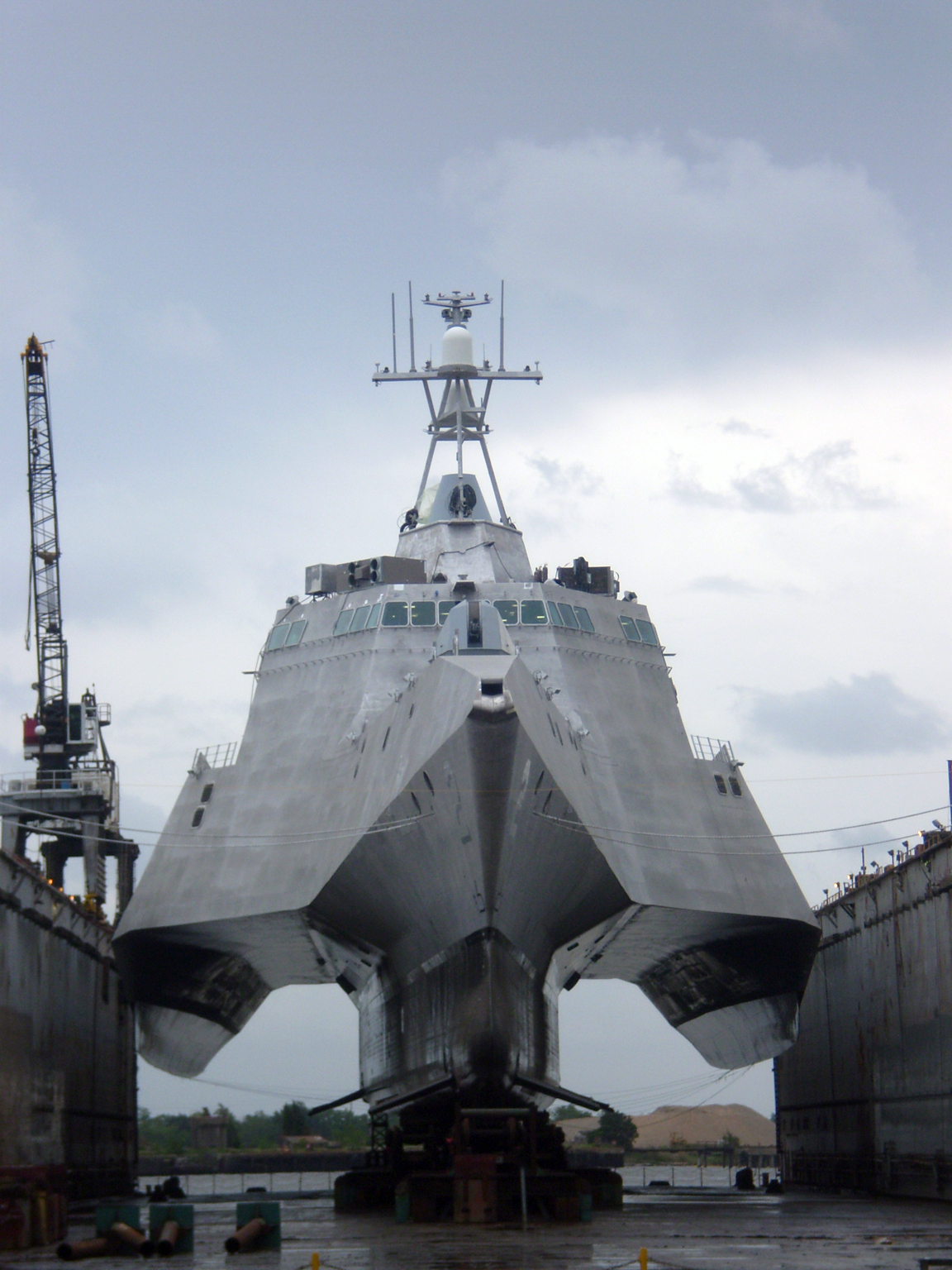
Vista frontal del USS Independence (LCS-2) en dique seco.

El contrato fue firmado con General Dynamics en julio de 2003. El contrato para construirlo fue firmado con Austal USA de Mobile, el 14 de octubre de 2005, y su quilla fue puesta en grada el 19 de enero de 2006.
Los planes originales incluían un segundo buque fabricado por General Dynamics, el (LCS-4), que fue cancelado el 1 de noviembre de 2007.  Los planes de la Armada, son construir tres nuevos buques entre las dos candidaturas, Lockheed Martin y General Dynamics: la candidatura ganadora construirá dos y la perdedora uno.  El Independence fue bautizado el  5 de octubre de 2008 amadrinado por Doreen Scout.
El buque fue asignado el 16 de enero de 2010 en Mobile, Alabama y realizó su primera travesía en abril de 2010.
El diseño del USS Independence (LCS 2) se basa en el casco del trimarán de alta velocidad construido por Austal en Henderson, Australia. El diseño, de 127 metros de eslora, precisa de una tripulación de 40 personas, y está previsto que su casco trimarán pueda mantener velocidades próximas a los 50 nudos, con una autonomía máxima de 4300 millas náuticas.
Con 11 000 metros³ de volumen de carga útil el buque, está diseñado con el doble de la carga y volumen objetivo, de modo que pueda portar módulos en reserva. Su gran cubierta de vuelo, de 1030 m², debería dar soporte a dos helicópteros SH-60, vehículos no tripulados o grandes helicópteros CH-53. La estabilidad del trimarán le permitirá operar en condiciones de alta mar. El buque no ha sido diseñado como base para el V-22, pero su cubierta de vuelo es lo suficientemente amplia como para recibirlo a bordo.
Un sistema de defensa antimisiles antibuques Raytheon SeaRAM está montado sobre el hangar para la defensa contra misiles tanto supersónicos como subsónicos. Al contrario que la mayoría de los buques de este tamaño, el USS Independence carece de sonar.

## Historia de servicio

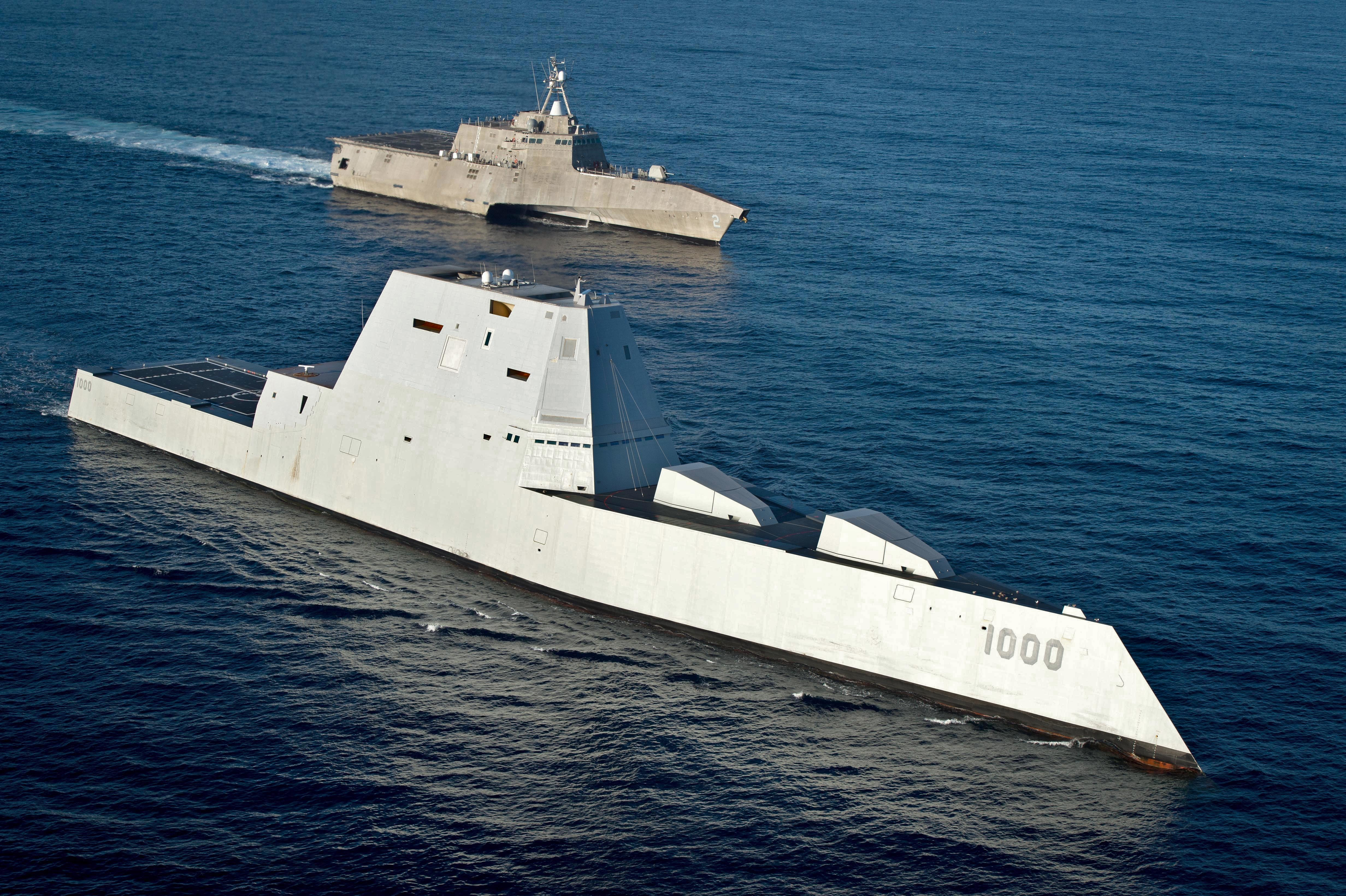
El USS Independence navegando junto con el destructor USS Zumwalt en el año 2016.

En 2010 la armada, solicitó correcciones por problemas encontrados en las pruebas de mar por un valor de 5,3 millones de dólares.
En 2011, se descubrió que el problema de la corrosión era aún peor de lo esperado y la reparación requeriría tiempo en un dique seco para eliminar completamente los chorros de agua. Austal responsabilizó a la Armada de los Estados Unidos de no realizar un adecuado mantenimiento del buque. Posteriormente Austal dijo que había encontrado una solución para el problema que sería probada en el tercer LCS encargado a Austal.
La corrosión galvánica es un problema encontrado en los buques de guerra desde los primeros buques con casco de hierro, y se gestiona fácilmente con un mantenimiento adecuado y con la adecuada protección catódica. En el caso del LCS-2 de Austal-General Dynamics, la corrosión galvánica, está causada por el aluminio del casco, en contacto con la cubierta de la propulsión de acero inoxidable en agua de mar, sin mencionar otras corrientes eléctricas no aisladas completamente, que podrían haber sido previstas y prevenidas.
En julio de 2011, el representante de la oficina pública de información naval dijo que el Navy  "sistema de protección catódica" había sido instalado en el buque.
En febrero de 2020 se anunció por parte de la armada los planes para retirar al Independence y al segundo buque de su clase, el Coronado (LCS-4) apenas tras 10 y 6 años respectivamente de servicio.

## Cultura popular
Sus líneas de diseño, fueron utilizadas para el modelado de Tony Trihull en la película Cars 2.

## Miembros del consorcio
Los miembros del consorcio que han construido el USS Independence son:
- Austal USA
- BAE Systems
- General Dynamics
  - General Dynamics Advanced Information Systems
  - Bath Iron Works
- L-3 Communications
- Maritime Applied Physics Corporation
- Northrop Grumman Electronic Systems

### Buques de la clase
• USS Coronado (LCS-4)
• USS Jackson (LCS-6)
• USS Montgomery (LCS-8)
• USS Gabrielle Giffords (LCS-10)
• USS Omaha (LCS-12)
• USS Manchester (LCS-14)
• USS Tulsa (LCS-16)
• USS Charleston (LCS-18)
• USS Cincinnati (LCS-20)
• USS Kansas City (LCS-22)
• USS Oakland (LCS-24)
• USS Mobile (LCS-26)
• USS Savannah (LCS-28)
• USS Canberra (LCS-30)
• USS Santa Barbara (LCS-32)
• USS Augusta (LCS-34)
• USS Kingsville (LCS-36)
• USS Pierre (LCS-38)

### Buques similares
• Sea Shadow (IX-529)  Estados Unidos
• USS Freedom,   Estados Unidos
• Sea Fighter  Estados Unidos
• RV Triton, un trimarán conceptual británico para el programa Future Surface Combatant  Reino Unido
• Buques de Acción Marítima, buque modular con varias versiones construido para la Armada Española por Navantia  España